# Congrès de Laybach
Pour les articles homonymes, voir Congrès (homonymie).

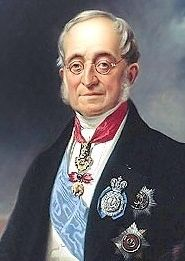
Le comte de Nesselrode, représentant la couronne de Russie, est partisan d'une politique ferme contre les mouvements libéraux et nationalistes, qui menacent la stabilité des monarchies d'Europe.

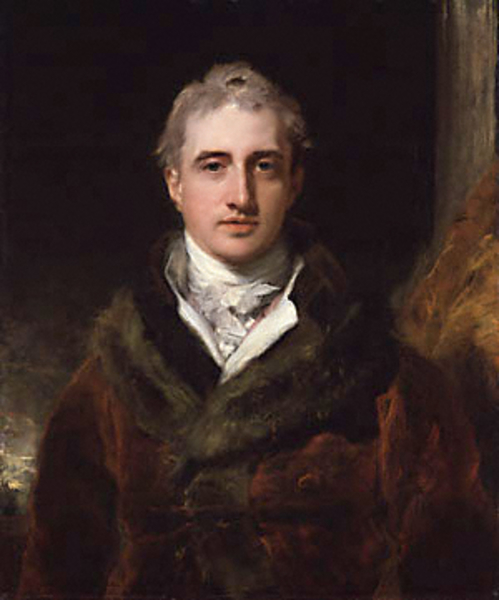
Lord Castlereagh, émissaire anglais, est opposé à une instrumentalisation de la conférence pour opprimer les minorités.

Le congrès de Laybach (aujourd'hui Ljubljana, en Slovénie), qui se tint du 26 janvier au 12 mai 1821, faisait suite au congrès de Troppau réunissant les vainqueurs de la France napoléonienne. Ce congrès, réuni pour traiter du soulèvement du royaume de Naples et du Piémont, confirma et renforça les mesures antilibérales amorcées au congrès de Troppau à la fin de l'année précédente.

## Contexte
À l'issue du congrès de Troppau, la Russie, l’Autriche et la Prusse, avaient publié le 8 décembre 1820 un texte où ils affirmaient le droit et même le devoir des puissances garantes de la paix de l'Europe, d'intervenir pour réprimer tout mouvement révolutionnaire qu'ils pourraient suspecter de menacer cette paix. Opposé à ces vues, l’émissaire britannique Castlereagh protesta dans une missive du 19 janvier 1821, opérant une différence claire entre les principes généraux (contestables) avancés par les trois puissances, et le cas particulier du malaise en Italie. La situation insurrectionnelle de l'Italie, selon lui, n'était pas tant le problème de l'Europe en général, que celui de la couronne d'Autriche et de ses États-satellites italiens fragilisés. Or, à la dissolution du congrès de Troppau (oct.-déc. 1820), les participants avaient décidé de reprendre leurs pourparlers au mois de janvier suivant, et d'inviter le roi de Naples. Castlereagh, au nom du Royaume-Uni, avait approuvé l'initiative, y voyant un motif de re-négociation et donc un potentiel retrait de la position du « protocole de Troppau ».

## La conférence
La conférence s'ouvrit le 26 janvier 1821, et les débats confirmèrent les divergences révélées dans les courriers de Castlereagh. Les empereurs de Russie et d'Autriche étaient présents en personne, accompagnés par les comtes Nesselrode et Capo D'Istria pour le premier, par Metternich et le baron Vincent pour le second ; la Prusse et la France étaient représentées par des plénipotentiaires. Mais le Royaume-Uni, justifiant qu'il n'était pas directement concerné par la question italienne, était représenté seulement par Lord Stewart, ambassadeur à Vienne qui ne disposait pas des pleins pouvoirs, sa mission étant seulement d'observer et de vérifier la conformité des décisions avec les traités alors en vigueur.
Des princes italiens, Ferdinand de Naples et le duc de Modène vinrent en personne ; les autres États étaient représentés par des plénipotentiaires, comme Antoine Marie Philippe Asinari de Saint-Marsan pour le royaume de Sardaigne.
Il fut bientôt clair qu'une discorde entre le Royaume-Uni et les autres puissances était inévitable. Metternich voulait obtenir une unanimité apparente des puissances pour soutenir l'intervention autrichienne à Naples, et de nombreux procédés furent utilisés pour tenter de piéger le représentant britannique et lui faire accepter une formule qui donnerait l'impression que le Royaume-Uni soutenait les principes des autres alliés. Devant l'échec du procédé, il fut tenté d'exclure Castlereagh de la conférence, au motif qu'il n'était qu'ambassadeur à Vienne et donc insuffisamment représentatif. Cela n'aboutit pas davantage.
Lord Stewart fut finalement forcé de protester ouvertement, et il exigea que ses protestations figurent au procès-verbal des délibérations, lorsque Capo D'Istria lut une déclaration aux ministres italiens, qui n'étaient pas du tout solidaires des principes motivant l'intervention autrichienne, dans laquelle comme résultat de l'union établie par des actes solennels entre les pouvoirs européens, l'empereur russe offrait aux alliés l'aide de ses armes, si de nouvelles révolutions devaient menacer de nouveaux dangers ; cette offre était une tentative de raviver l'idée d'une union universelle basée sur la Sainte-Alliance contre laquelle le Royaume-Uni avait constamment protesté.

## Insurrections

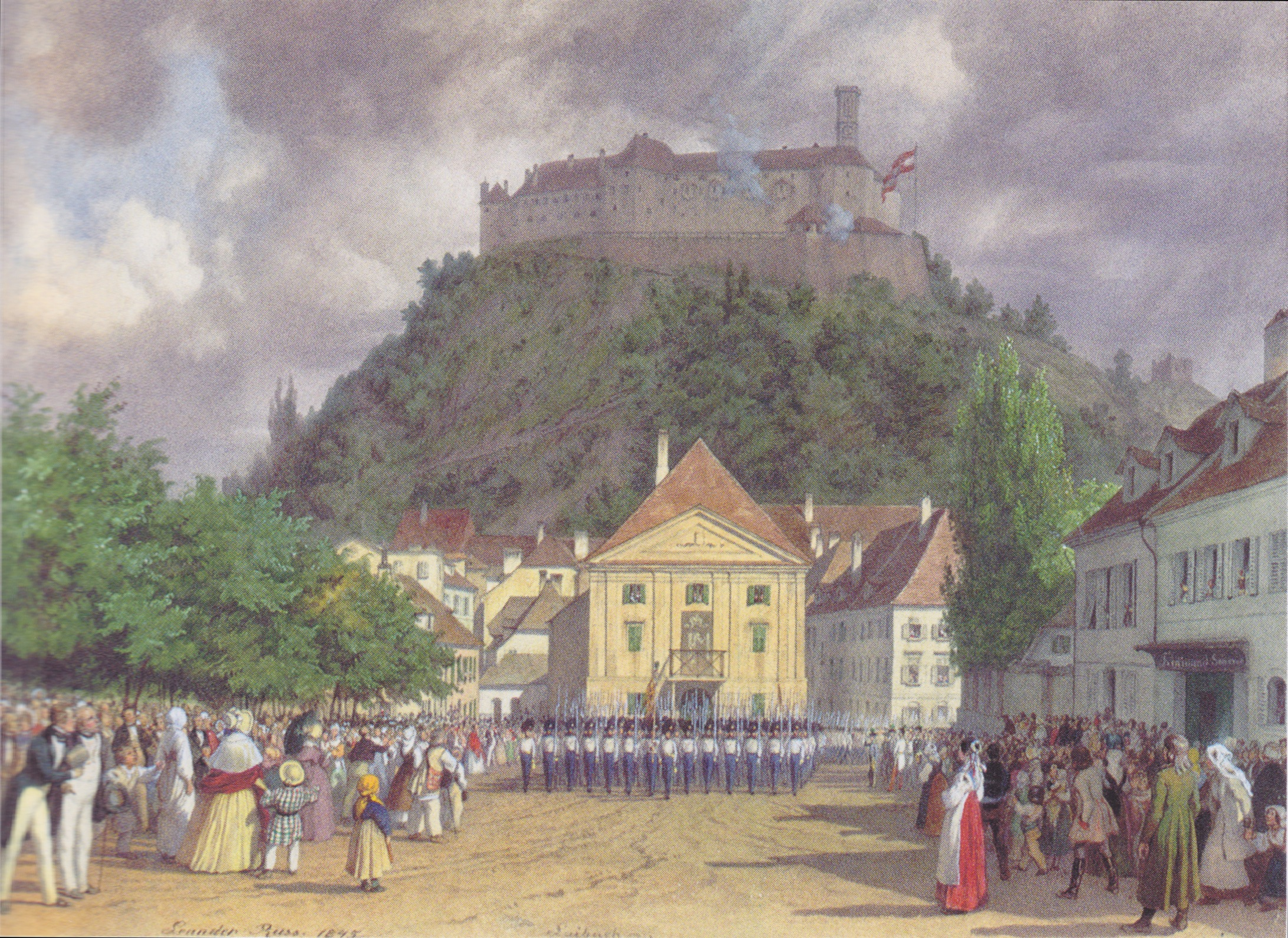
Congrès de Laybach

Le roi Ferdinand avait été invité à Laybach, d'après la circulaire du 8 décembre, afin de lui permettre d'agir comme médiateur entre ses sujets dans l'erreur et les États dont ces gens menaçaient la tranquillité. L'usage cynique qu'il fit de sa liberté pour répudier des obligations solennellement contractées envers son peuple entraîna la déclaration de guerre de Naples à l'Autriche et l'occupation subséquente de Naples par l'armée autrichienne, avec la bénédiction du congrès. De nouveau, le 10 mars 1821, la révolte de la garnison d'Alexandrie puis le soulèvement militaire de tout le Piémont embrasaient l'Italie. Conformément à la motion adoptée à Laybach, les troupes autrichiennes purent là encore intervenir et réprimer l'insurrection.
Ce fut aussi à Laybach que le 19 mars, l'empereur Alexandre reçut la nouvelle de l'invasion par Alexandre Ypsilántis des principautés du Danube, ce qui annonça le début de la guerre d'indépendance grecque. Depuis Laybach, Capo d'Istria critiqua, dans une lettre à Ypsilántis, le moment et la façon dont la guerre d'indépendance avait commencé : c'était reconnaître implicitement qu'elle était justifiée.

## La rupture
La conférence se termina le 12 mai 1821 sur une déclaration commune de la Russie, l’Autriche et la Prusse énonçant les principes d'intervention dans les pays reconquis. Cette déclaration, qui réaffirmait les principes du protocole de Troppau, révélait la portée européenne de la conférence de Laybach, dont les débats étaient focalisés autour de la question italienne. La publication de la déclaration sans les signatures des représentants du Royaume-Uni et de la France entraîna la fin de l'alliance en vertu de laquelle, pour utiliser les mots de lord Stewart, « il existait un triple accord qui liait les parties à avancer leurs vues propres malgré leurs divergences d'opinions avec les deux grands gouvernements constitutionnels. » Le Royaume-Uni, cependant, ne s'opposait pas tant à l'intervention autrichienne à Naples qu'au caractère universaliste des principes sur lesquels les monarchies entendaient s'appuyer pour la justifier.